# 金素月
金 素月（日本語読み: きん そげつ、朝鮮語読み: キム・ソウォル、1902年陰暦8月6日 - 1934年12月24日）は、大韓帝国の詩人である。本名は金 廷湜（キム・ジョンシク）。素月は号。
1920年、忽然と文壇に現れ、流れるような朝鮮語でもって情と恨（ハン）を独特の律調で表現した。天才詩人と呼ばれたが、32歳で自らその命を絶った。朝鮮近代文学を代表する民族詩人と称され、朝鮮で最も多く詩集が出版されている詩人といわれている。彼の詩のうち4篇が『朝鮮詩集』に収録されている。1990年9月に韓国の「この月の文化人物」に選ばれた。

## 略歴
1902年陰暦8月6日、平安北道亀城郡旺仁洞で生まれた。父は金性燾。6歳下の妹・金仁姐がいる。100日後に平安北道定州郡郭山面南端洞の父の家に移った。裕福な家庭であったが、素月が2歳のとき、父が日本の鉄道敷設工事に従事中、日本人による殴打により精神に異常をきたす。そのことが、後の素月の人生に暗い影をさす。幼少の頃は祖父に漢文を習い、祖母に昔話を教わった。7歳で南山学校に入学した。友達もなく、いつも独りでいたという。
南山学校を卒業するとすぐに祖父の紹介で洪時玉家の娘、丹実と結婚した。学業を優先したい素月としては気の進まない結婚であった。
五山学校中学部で出会った教師、金億の影響で詩を書き始める。そして金億の口添えで文芸雑誌『創造』5号に「詩人の春」など5篇の詩を発表した。1922年、培材学校の5学年に編入した素月は、『開闢』を通して早くも37篇の詩を発表している。1923年に培材学校を卒業後は本土に渡り、東京商科大学に入学するが、関東大震災により帰郷した。同年には「かつてはついぞ知りませんでした」（예전엔 미처 몰랐어요）、「行く道」（가는 길）など彼の代表作となる詩を発表している。1924年に金東仁らとともに「霊台」同人として活動、「山有花」（산유화）などの詩を発表した。
1925年、生前唯一の詩集『つつじの花』（진달래꽃）を出版したときが彼の頂点であった。同年には詩論『詩魂』を発表している。その後、詩作が活発でなくなっていく。1926年頃から東亜日報の支局を運営するようになるが、思うようにいかなかったようで、土地を売って運営資金を捻出したが行き詰まり、3年後に事業をやめた。経済難が素月を追い込み、酒に身を委ねるようになった。
1934年、9年ぶりに故郷に戻り、墓参りをした。そして市場で阿片を買い求めた。12月24日、阿片により服毒自殺を遂げた。亀城郡西山面に埋葬されたという。1968年、韓国日報社がソウルの南山に「素月詩碑」を建てた。

## 年譜
- 1902年陰暦8月6日、平安北道亀城郡旺仁洞で生まれる。100日後、平安北道定州郡郭山面南端洞の父の家で育つ。
- 1904年、父が精神に異常をきたす。
- 1905年、祖父、金相疇から漢文を習い始める。
- 1909年、南山学校に入学。
- 1913年、腸チフスにかかる。
- 1915年、南山学校を卒業。
- 1915年、洪丹実と結婚。五山学校の中学部に入学。
- 1918年、定州での珠算大会で優勝。
- 1919年、五山学校中学部を卒業。
- 1919年、長女、亀生が生まれる。
- 1920年、『創造』で文壇に登場。
- 1920年、次女、亀源が生まれる。
- 1922年、培材高等普通学校に編入学。
- 1923年、培材高等普通学校を卒業。
- 1923年、東京商科大学（現一橋大学）に入学（不合格だったという説もある）
- 1923年9月、関東大震災の影響で帰郷。
- 1924年、故郷に戻る。その後、妻の実家である亀城郡西山面坪地洞に転居。
- 1924年、金東仁、金瓚泳、林長和らと『霊台』の同人になる。
- 1924年、長男、俊鎬が生まれる。
- 1926年、亀城郡南市で東亜日報支局を経営。
- 1926年、次男、殷鎬が生まれる。
- 1932年、三男、正鎬が生まれる。
- 1934年12月24日、服毒自殺を遂げる。

## 日本語で読める作品
- 金素雲 訳編『朝鮮詩集』（岩波文庫）岩波書店、1954年　「うたごゑ」「ついぞ昔は」「わすれねばこそ」「のちの日」
- 許南麒 編訳『現代朝鮮詩選』朝鮮文化社、1960年　「山に花咲く」「招魂」「願わくばわれわれに鋤おこす土地をあたえよ」「さわやかな朝」
- 姜晶中 編訳『韓国現代詩集』土曜美術社、1987年　「つつじの花」
- One Korea翻訳委員会 編訳『そばの花の咲く頃 日帝時代民族文学対訳選』新幹社、1995年　「山有花」「忘れられず」「つつじの花」「昔はついぞ知りませんでした」
- 金時鐘訳『再訳朝鮮詩集』岩波書店、2007年
- 林陽子訳『キム・ソウォル（金素月）詩集 つつじの花』書肆青樹社、2011年